# Borgmestre i Flensborg
Borgmestre i Flensborg siden 1700:

## Borgmester for Skt. Mariæ
- 1701–1710: Berend Stricker
- 1710–1721: Peter Bischoff
- 1721–1741: Hans Clausen
- 1742–1781: Georg Claeden
- 1781–1802: Josias thor Straten
- 1802–1810: Johann Jacob thor Straten
- 1821–1832: Hans von den Pahlen
- 1832–1845: Hans Rudolph Feddersen
- 1845–1850: Christian Friedrich Callisen

## Borgmeser for Skt. Nikolaj
- 1697–1715: Jürgen Valentiner
- 1715–1724: Jasper Jaspersen
- 1724–1728: Berthold Hoe
- 1728–1740: Hans Jebsen
- 1740–1748: Nikolai Heinrich Clausen
- 1748–1764: Hans Iversen Loyt
- 1765–1767: Peter Henningsen
- 1767–1787: Johannes G. Feddersen
- 1787–1806: Hans Boysen
- 1806–1811: Hans v. d. Pahlen
- 1832–1845: Hans Rudolf Feddersen
- 1832: Andreas Peter Andresen
- 1833–1838: Hans Thomsen Fries
- 1838–1847: Hans Peter Hansen
- 1847–1857: Jürgen Lorenzen

## Stadspræsidenter siden 1800
- 1810–1818: Friedrich Heinrich Christian Johannsen
- 1818–1820: Joachim Godsche von Levetzau

## Overpræsidenter
Mellem 1848 og 1857 lededes byen af en overpræsident. 
- 1848: Friedrich Nicolaus von Liliencron
- 1848–1849: Adolph von Harbou

Følgende borgmestre for St. Marien fungerede også som overpræsidenter
- 1850–1854: Gustav Frederik Lassen
- 1854–1857: Sophus Anton Gottlieb Carl von Rosen

## 1. Borgmester
- 1848–1850: Franz Christoph Reimers (provisorisk)
- 1850–1853: Franz Christoph Reimers (afsat)
- 1857–1864: Sophus Anton Gottlieb Carl von Rosen
- 1864–1865: Jürgen Bremer
- 1865–1868: Otto Bong Schmidt
- 1868: Friedrich Wilhelm Funke
- 1868–1875: Wilhelm Toosbüy

## 2. Borgmester
- 1857–1864: Hans Jensen
- 1864–1870: Wilhelm Funcke
- 1870–882: J. Jansen
- 1883–1893: Wilhelm Langenheim
- 1893–1898: Hermann Bendix Todsen
- 1899–1911: Georg Schrader
- 1911–1920: Karl Poppe
- 1921–1933: Alfred Loeber
- 1933–1936: M. Link
- 1936–1945: Carl Mackprang
- 1945–1946: C.C. Christiansen
- 1946: Friedrich Drews
- 1946–1950: Nikolaus Reiser

## Overborgmester
- 1875–1898: Wilhelm Toosbüy
- 1898–1930: Hermann Bendix Todsen
- 1930–1933: Fritz David von Hansemann
- 1933–1936: Wilhelm Sievers (indsat)
- 1936–1945: Ernst Kracht (indsat)
- 1945–1950: Jacob Clausen Møller (formand for byrådet, indsat)
- 1950–1955: Friedrich Drews (SPF)
- 1955–1963: Thomas Andresen (CDU)
- 1963–1977: Heinz Adler (SPD)
- 1978–1982: Bodo Richter (SPD)
- 1982–1983: Helmuth Christensen (midlertidig) (SSW)
- 1983–1999: Olaf Cord Dielewicz (SPD)
- 1999–2004: Hermann Stell (CDU)
- 2004–2005: Helmut Trost (midlertidig) (SPD)
- 2005–2011: Klaus Tscheuschner (partiløs, nominieret af CDU)
- 2011–2017: Simon Faber (SSW)
- 2017-2023: Simone Lange (SPD
- 2023 : Fabian Geyer (partiløs)

## Bypræsidenter (formænd for byrådet)
- 1950–1951: Jacob Clausen Møller (SSW)
- 1951–1955: Thomas Andresen (CDU)
- 1955–1959: Carl Jensen (CDU)
- 1959–1961: Hanno Schmidt (CDU)
- 1961–1962: Johan Wrang (SSW)
- 1962–1970: Leon Jensen (CDU)
- 1970–1974: Artur Thomsen (SPD)
- 1974–1978: Horst Kiessner (CDU
- 1977–1978: Artur Thomsen (SPD)
- 1978–1986: Ingrid Gross (CDU)
- 1986–1992: Lothar Hay (SPD)
- 1992–2002: Peter Rautenberg (SPD)
- 2002–2003: Hartmut Strauß (SPD)
- 2003–2008: Hans Hermann Laturnus (CDU)
- 2008–2013: Christian Dewanger (WiF)
- 2013–2018: Swetlana Krätzschmar (CDU)
- 2018-: Hannes Fuhrig (CDU)